# Chris Patten
Christopher Francis Patten, Barão Patten de Barnes (Bath, Somerset, 12 de maio de 1944) é um político conservador britânico.
Foi membro do Parlamento, ministro do gabinete e presidente do Partido Conservador. Enquanto exercia este último cargo, orquestrou a inesperada quarta vitória eleitoral consecutiva dos conservadores em 1992, porém perdeu seu próprio cargo na Câmara dos .Apontado em 2023 como membro da Ordem da Jarreteira
De 1992 a 1997 ocupou o cargo de último Comandante em Chefe e Governador Britânico de Hong Kong. Com a entrega de Hong Kong à República Popular da China, Patten passou a ser membro da Comissão Europeia, como responsável das relações exteriores, de 1999 a 2004. Após deixar este cargo, voltou ao Reino Unido e foi elevado à nobreza. Desde 1999 é reitor da Universidade de Newcastle e, desde 2003, reitor da Universidade de Oxford.